# Xian autonome tadjik de Taxkorgan
Cette page contient des caractères spéciaux ou non latins. S’ils s’affichent mal (▯, ?, etc.), consultez la page d’aide Unicode.
Le xian autonome tadjik de Taxkorgan (chinois : 塔什库尔干塔吉克自治县 ; pinyin : Tǎshíkù'ěrgān Tǎjíkè Zìzhìxiàn ; sariqoli : Toxkhürghon Tujik Oftunum Noya ; ouïghour : تاشقۇرقان تاجىك ئاپتونوم ناھىيىسى / Taşkurkan Tacik Aptonom Nahiyisi) est un district administratif de la région autonome du Xinjiang en Chine. Il est placé sous la juridiction de la préfecture de Kachgar.
Ce xian recouvre à peu près l'ancien district de Sarikol, nommé d'après la langue iranienne qu'on y parle principalement, le sariqoli.
Il n'est accessible aux étrangers que sur l'obtention d'un permis spécial qui peut être obtenu à Kachgar.

## Démographie
La population du district était de 40 999 habitants en 2018, soit 31 % de plus qu'en 1999. 

### Composition ethnique
| Nationalité  | Pourcentage (2018) |
| ------------ | ------------------ |
| 1. Tadjike   | 82,24 %            |
| 2. Han       | 6,56 %             |
| 3. Kirghize  | 5,78 %             |
| 4. Ouïghoure | 5,2 %              |
| 5. Hui       | 0,07 %             |
| 6. Kazakhe   | 0,04 %             |
| 7. Mandchoue | 0,01 %             |
| 8. Mongole   | 0,01 %             |
| 9. Xibe      | 0,01 %             |
| 10. Autres   | 0,07 %             |

## Géographie
Le Xian autonome tadjik de Taxkorgan fait 24 682,15 km2. À ce titre, il est donc 2 fois plus grand que l'Île-de-France. 
Situé aux confins du Pamir, il est frontalier à l'ouest du Tadjikistan et du Pakistan. Son axe nord-sud est parcouru par la Karakoram Highway qui relie la Chine au Pakistan au col du Khunjerab (4700m d'altitude). Il est également la seule subdivision de niveau districtal de la Chine à partager une frontière avec l'Afghanistan. Cependant, la vallée de Karachigu (partie chinoise du corridor de Wakhan) menant à la frontière sino-afghane n'est pas ouverte aux visiteurs, seuls les résidents (essentiellement Kirghizes) peuvent s'y rendre.